# Projeção ortográfica
A projeção ortográfica na cartografia é utilizada desde a antiguidade. Projetando-se geometricamente pontos da superfície da Terra tendo como ponto de vista o infinito (linhas projetantes paralelas), sobre um plano tangente, tem-se uma projeção ortográfica. Esta projeção não é conforme, nem equivalente, nem equidistante em toda sua extensão. Sua principal aplicação em cartografia náutica ocorre no campo da navegação astronômica, onde ela é útil para apresentar ou para solucionar graficamente o triângulo de posição e para ilustração de coordenadas astronômicas.
Se o plano é tangente a um ponto do equador, como normalmente ocorre, os paralelos (incluindo a linha do equador) aparecem como linhas retas e os meridianos como elipses, exceto o meridiano que passa pelo ponto de tangência, que aparece como uma linha reta, e o que está a 90º, que é representado por um círculo.